# Arão do Nascimento Pinto
Arão do Nascimento Pinto (nacido el 18 de septiembre de 1979 en Manoel Urbano, Acre) es un artista brasileño de figuración abstracta contemporánea y asociación.

## La vida
Arão do Nascimento Pinto nació en Manoel Urbano en el estado de Acre (Brasil) como hijo de nativos brasileños en el Amazonas y creció allí. Arão do Nascimento Pinto tiene cuatro hermanas y cuatro hermanos. A la edad de 14 años dejó su pueblo natal con una de sus hermanas para asistir a la escuela. Luego vivió en diferentes ciudades hasta que se instaló en São Paulo en 2003 y ahorró dinero para emigrar a Alemania. En 2006 finalmente vino a Alemania, donde completó un aprendizaje como peluquero en Bayreuth y lo aprobó con éxito en 2013. Arão do Nascimento Pinto luego asistió a la escuela maestra de peluquería en Forchheim.[1]
Sus obras están fuertemente influenciadas por sus orígenes y tienen una firma inconfundible.

## Premios
- 2015: Premio MAMAG de Arte Moderno por concepción imaginativa
- 2016: Premio Internacional de Bellas Artes de Cannes a la expresión conmovedora
- 2018: Premio Internacional "CARAVAGGIO" Gran Maestro del ARTE
- 2019: Premio Internacional "Botticelli"[1]

## Prensa
- 10.07.2023: Bayerischer Rundfunk - Frankenschau aktuell[2]